# Komunikační mix
Marketingový komunikační mix je součástí marketingového mixu. Jedná se o soubor prvků a médií, kterými se podnik snaží komunikovat relevantní informace se svými stávajícími a potenciálními zákazníky a tímto způsoben ovlivnit jejich rozhodování. 

## Význam marketingového komunikačního mixu
Marketingová komunikace je vedle produktu, ceny a distribuce základním nástrojem marketingu. Firmy musí se svými současnými i potenciálními zákazníky komunikovat a obsah jejich sdělení musí být důkladně promyšlen.
Často jsou pro zajištění kvalitní komunikace najímány externí reklamní agentury, jejichž odborníci připravují jednotlivé složky reklamní kampaně.
Pro oblast služeb je komunikační mix nezbytný proto, že ve většině případů přibližuje nehmotný produkt spotřebiteli a tím snižuje jeho nejistotu při výběru a nákupu služby.

### Úlohy marketingové komunikace
Mezi základní úlohy marketingové komunikace patří:
- Oznámit ve společenském prostoru existenci podniku po legislativní, právní a propagační stránce.
- Překonat počáteční nekomunikativnost a neznalost na trhu ve všeobecné veřejnosti.
- Usměrnit sociálně-psychologické motivy potenciálních zákazníků - AIDA.
- Budovat korektní komunikační vazby s dodavateli, jinými obchodními partnery, s konkurencí pro respektování zákonných společenských a tržních pravidel.
- Oslovit trh s podnikovou nabídkou (prostřednictvím konkrétního marketingového mixu).
- Dokázat přetransformovat zákazníka jednotlivými stádii marketingové připravenosti (AIDA) až po nákupní řízení.
- Realizovat výběrový nebo hromadný prodej v co nejširším tržním prostoru,
- Dokázat přetransformovat jednorázového zákazníka/spotřebitele na kontinuálního/stálého.

## Dělení marketingové komunikace
Marketingovou komunikace lze rozdělit na základě různých faktorů.
1. podle prostředí, ve kterém probíhá:
- externí
- interní

2. podle časově významového kontextu:
- primární
- sekundární

3. podle zúčastněných komunikačních subjektů:
- mezi marketérem a zákazníkem,
- mezi marketérem a spotřebitelem,
- mezi marketérem a konkurentem,
- mezi marketérem a společenským zástupcem.

## Postup při integraci nástrojů marketingové komunikace
Zásadními úkoly při integraci nástrojů marketingové komunikace jsou:
1. identifikovat cílovou skupinu, na kterou bude úsilí zaměřené,
2. stanovit cíle propagace,
3. podpořit umístění produktu,
4. vyvinout a posílit značku a image,
5. informovat zákazníky o službě a jejích základních vlastnostech,
6. přesvědčit zákazníky ke koupi,
7. nabízenou službu zákazníkům průběžně připomínat,
8. vypracovat zprávu, která se opírá o poznání reakce zákazníka,
9. vybrat komunikační mix, který sestává z vhodných komunikačních nástrojů.

## Faktory ovlivňující marketingovou komunikaci
Výběr konkrétních nástrojů marketingové komunikace ovlivňuje celá řada faktorů. Před výběrem konkrétních nástrojů a jejich vzájemnou integrací je nutné si položit základní otázky:
- Je produkt v ziskovém nebo neziskovém sektoru?
- Je intenzita konkurence vysoká nebo nízká?
- Je geografický dosah produktu velký nebo malý?
- Existují v daném odvětví zvyklosti, které předurčují nástroje marketingové komunikace?
- Je úroveň znalostí a zkušeností manažerů v této oblasti vysoká nebo nízká?

## Složení komunikačního mixu
Součástí marketingové komunikace jsou osobní a neosobní formy komunikace. Osobní forma je zastoupena osobním prodejem, neosobní forma zahrnuje reklamu, podporu prodeje, přímý marketing, public relations, sponzoring. Specifickou formou marketingové komunikace jsou veletrhy a výstavy, které jsou kombinací osobní a neosobní formy (viz Interní komunikace).

## Osobní komunikační kanály

### Osobní prodej
Osobní prodej je pěstováním obchodních vztahů mezi dvěma nebo několika osobami s cílem prodat výrobek nebo službu a zároveň vytváří dlouhodobé pozitivní vztahy.
Je typický pro některé druhy zboží dlouhodobé spotřeby a služeb (pojišťovny). Velmi rozšířený je při prodeji mezi výrobci a distributory průmyslového zboží (business-to-business), kde každý produkt je komplexem, často vzniklým na zakázku.
Podobně jako další nástroje propagace i forma osobního prodeje využívá prvky jiných nástrojů, především podpory prodeje, reklamu či publicitu. Výjimečnost spočívá v těsném kontaktu se zákazníkem, efektivnější komunikaci mezi partnery. Prodávající může bezprostředně sledovat reakce zákazníka, získává okamžitou zpětnou vazbu. Za nevýhodu oproti reklamě lze považovat podstatně menší dosah a vyšší nákladovost (viz Přímý prodej)
Dříve se osobní prodej snažil spíše o velice tvrdé a nevybíravé přesvědčování zákazníků ke koupi něčeho, co nepotřebují. Dnes se již aktivita a způsob osobního prodeje přenáší spíše k udržování kvalitních a dlouhodobých vztahů. Firma využívající osobního prodeje tak zákazníky do koupě nenutí, ale snaží se jim zajistit veškerý servis k tomu, aby byl nákup co nejpohodlnější, zákazník byl spokojen a neměl potřebu nákupu u konkurence.

### Event marketing
Pojem event marketing je poměrně novým pojmem. Jedná se snahu firmy zinscenovat zákazníkovi zážitek pořádáním různých akcí. Tento zážitek si zákazník spojí s danou firmou. Cílem je v takovém případě vyvolat v psychické a emocionální podněty. Event marketing podporuje image firmy.
Tvorba konkrétního eventu má tři fáze:
- Přípravné aktivity

Zde je třeba vymyslet a připravit samotnou akci. Je také třeba informovat potenciální zákazníky o pořádání eventu, pomocí ostatních marketingových metod.        
- Doprovodné aktivity

Zde dochází k přímé komunikaci firmy se zákazníky na konkrétním eventu. Je třeba využít všech možných interaktivních a multimediálních technik k zaujmutí zákazníka.
- Následné aktivity

Po skončení eventu je třeba vyhodnotit jeho úspěšnost a také vhodně upozornit zákazníky, že event pořádala ta konkrétní firma, aby nezapomněli, s kým měli tu čest.

### Komunikace v prodejním, nebo nákupním místě
Komunikace v místě prodejce je mocným nástrojem. V momentě kdy se zákazník rozhoduje o nákupu a vypraví se do obchodu, totiž má prodejce úžasnou příležitost k získání zákazníka na svou stranu. S tím úzce souvisí podpora prodeje. Jedná se o skupinu prostředků umístěných v obchodě a vně obchodu. Celková image obchodu pak velmi výrazně ovlivňuje zákazníka.

### Výstavy a veletrhy
Výstava, či veletrh je místo, kde se prodejci schází za účelem prezentace svého zboží. Veletrhy v oblasti produktu firmy se prakticky nekonají, nebo o ně není zájem, tudíž tuto položku není třeba důkladněji rozebírat.

## Neosobní komunikační kanály
Neosobní komunikační kanály jsou média, která přenášejí sdělení bez osobního kontaktu či zpětné vazby. Patří sem hlavní média, atmosféra a akce. Mezi důležitá média patří tištěná média (noviny, časopisy, direct mailing), vysílaná média (rádio, televize), obrazová média (billboardy, tabule, plakáty) a on-line a elektronická média (on-line služby, webové stránky, CD, DVD).
Atmosféra je uměle vytvořené prostředí, které vytváří či posiluje u kupujícího inklinaci koupit si produkt. Proto jsou advokátní kanceláře a banky navrhovány tak, aby dávaly najevo sebedůvěru a další hodnoty, jichž si mohou klienti cenit. Akce jsou události inscenované tak, aby k cílovému publiku nějak promlouvaly. Například oddělení public relations pořádá tiskové konference, galavečery, výstavy a expozice, exkurze a další akce určené pro komunikaci s konkrétním publikem.
Metody neosobních kanálů jsou:

### Reklama
Reklama jako taková je jedním z nejstarších, nejdůležitějších a nejviditelnějších nástrojů marketingu. Používá se jako masový druh komunikace, tedy může působit na velký okruh lidí, ovšem její účinnost je diskutabilní. Je třeba velice důkladně zvážit jaká je naše cílová skupina a tedy i v jakém médiu budeme svou reklamu prezentovat. Nejmasovějším médiem pro zveřejnění reklamy je televize, které zdatně sekunduje internet. Následuje rádio, tisk a další.

### Podpora prodeje
Podpora prodeje je marketingovým nástrojem, který se zaměřuje na krátkodobé zvýšení prodeje. Jedná se o akci omezenou v čase i prostoru, která láká nové zákazníky a generuje dodatečný prodej u zákazníků stávajících. Časově omezenou slevou, či jinou výhodou se obchodník snaží stimulovat zákazníka k nákupu.
Snahou je, aby si zákazník na využívání daného zboží zvykl a následně byl ochoten nakoupit ho i za plnou cenu.

### Přímý marketing
Přímý marketing nevyžaduje tak vysoké náklady jako například televizní spoty a proto je mnohem dostupnější. Firma využívající přímý marketing kontaktuje stávající a potenciální zákazníky s cílem vyvolat okamžitou a měřitelnou reakci. 
Slovo „přímý“ v tomto případě znamená, že firma využívá médií, která umožňují přímý kontakt. Přímou marketingovou komunikaci dělíme na:
- Přímý prodej Jedná se o prodej bez osobního kontaktu. Vhodným příkladem je katalogový – zásilkový prodej. Zákazníci obdrží katalog a následně zašlou objednávku.
- Podpora prodeje a distribuce Firma takto vůbec nemusí přijít do kontaktu se zákazníky. Stačí, že stimuluje prodejce k prodeji jejich produktů před ostatními. Tato metoda přímého marketingu zvětšuje skupinu možných klientů a pomáhá šetřit náklady.
- Loajalita a udržení zákazníků Loajální spotřebitelé jsou pro firmu velmi důležití, protože dle různých studií tvoří často až 70% obratu, proto je třeba si udržet kvalitní a přímou komunikací.

Nástroje přímého marketingu jsou pak tyto:
- Tištěná inzerce s možností přímé reakce

- Interaktivní televize
- Teletext
- Direct mail
- Telemarketing
- Katalogy
- Nová interaktivní media

Ke kvalitnímu přímému marketingu je také třeba vytvářet kvalitní databázi klientů a to jak stávajících, tak potenciálních. Každý kontakt je pro nás důležitý a také je důležité mít o lidech co největší počet informací, třídit je do různých skupin, aby marketing mohl být co nejpřímější.

### Sponzoring
Sponzorování je proces, ve kterém firma finančně podporuje jinou firmu, organizaci, člověka či aktivitu a veřejně se k tomu hlásí. Snahou firmy je v tomto případě ztotožnění zákazníka s podporovanou věcí. Firma tak může zvyšovat svou prestiž podporou prestižních záležitostí, může vzbuzovat citový dojem podporou charity, případně oslovovat sportovní fanoušky podporou jejich oblíbeného klubu, či sportovce. Dle De Pelsmackera je to nástroj komunikace, kdy sponzor pomáhá sponzorovanému uskutečnit jeho konkrétní cíl, či projekt a sponzorovaný napomáhá sponzorovi naplnit jeho komunikační cíle. Pokud tato podmínka není splněna, stane se ze sponzorství dárcovství, kde profituje víceméně jedna strana ze sympatií strany druhé.

### Interaktivní (internetový) marketing
Jednou z nejmocnějších marketingových zbraní dnešní doby je bezesporu internet. Je však třeba ho umět správně využívat. První velkou nutností každé firmy je mít vlastní webové stránky. Firma bez webových stránek jakoby dnes neexistovala. Stránky by měly být přehledné, intuitivní a lehce dohledatelné. Zákazník by se měl k nákupu dostat co nejpohodlněji. Další možností je reklama na internetu, na různých stránkách např. na stránkách o fotbalovém klubu reklama na obchod s fotbalovým vybavením.
V dnešní době nejefektivnější a postupně více a více využívanou marketingovou strategií na internetu, je posouvání odkazu na stránky firmy v prohlížečích, případně placená reklama na nich. Samostatnou kapitolou pak je placená reklama na sociální síti Facebook.
- Google

Vyhledávač Google se může stát mocnou zbraní v rukou firmy. Firma se musí snažit dostat svoje webové stránky na vrchní pozice v přirozeném vyhledávání a také přemýšlet o vyhledávání placeném.
- YouTube

Velmi oblíbeným komunikačním kanálem je všeobecně video. 20 % lidí si přečte text na stránkách, ale 80 % se podívá na video. Dále návštěvníci, kteří se podívají na video, zůstávají na webu v průměru o 2 minuty déle a pravděpodobnost nákupu vzroste o cca 64 %. Navíc web obsahující video má přibližně 50× větší šanci zařadit se mezi odkazy na první stránce Googlu.
- Facebook

Tato sociální síť nabízí možnost placené reklamy, která se uživatelům jednak zobrazuje mezi příspěvky jejich přátel a také se zobrazuje v pravém sloupci, kde je pro reklamu místo. Uživatelé jsou jistým způsobem sledování v jejich činnosti na internetu, takže je Facebook schopen nabídnout jim co nejrelevantnější obsah.
Firma by se měla nejen snažit být na internetu vidět, ale také naopak využívat internet k průzkumům. Je to totiž ideální nástroj, kterým může zjistit, co zákazníci chtějí a také jim to následně nabídnout. Existují statistiky vyhledávačů, firma může pořádat různé ankety, dotazníky apod.

### Public Relations
Úkolem Public Relations (PR) ve firmě je udržování dobrého jména společnosti a komunikace se zákazníky. Oddělení vztahů s veřejností se stará o zlepšení pozice firmy v očích veřejnosti, udržování dobrých vztahů s médii a celkově by mělo vytvářet a udržovat v chodu marketingovou strategii firmy. Pro tyto účely se mi ale jeví více než vhodné rozšíření PR o CRM.

## Customer Relationship Management
CRM, management vztahů se zákazníky klade důraz na tvorbu vztahů se zákazníky a jejich udržení. Dle CRM je třeba vztahy se zákazníky dlouhodobě budovat abychom dosáhly jejich důvěry a loajality. Dle Wesslinga existují tři hlavní prvky CRM a doplňuje je čtvrtý.
Konkrétně jsou to:
- Lidé (Lidský kapitál, zákazníci)

- Obchodní procesy (Zaměření, prolínání)

- Technologie (Druh, rozsah, použití a ustálenost)

- Obsahy (Data, obsah)

Wessling a také Lehtinen důrazně upozorňují na fakt, že je třeba klást důraz na všechny tyto prvky pohromadě a varují před jednostranným pohledem na problematiku CRM.
Základní myšlenkou CRM tedy je, že podnik by měl vyznávat jasné hodnoty a řídit vnímání těchto hodnot zákazníky. K tomu je třeba vyvinout značné úsilí. Cílem je vytvořit se zákazníky takové vztahy, které jsou prospěšné i pro podnik. Jinými slovy, dobré vztahy se zákazníkem, který podniku nepřináší zisk, jsou zbytečné.
Jako každý jiný marketingový prvek, je třeba i úspěšnost CRM nějakým způsobem hodnotit. Wessling Nabízí tři měřitelné hodnoty. Jsou to:
- Doba trvání vztahu

- Počet zákazníků

- Prospěšnost zákazníků

Dle Weeslinga je dalším důležitým aspektem CRM odměna, kterou zákazník dostane. Tato odměna může být zákazníkovi poskytnuta, jak před nákupem, tak při nákupu, případně po něm. Zákazník si navíc na odměnu zvyká, tudíž je třeba neustále odměny měnit, vylepšovat a upravovat tak, aby plnily co nejlépe zákazníkovo přání. Je důležité, aby zákazníkova emoce v souvislosti s nákupem byla pozitivní.